# Архипов, Владимир Михайлович
Влади́мир Миха́йлович Архи́пов (1 июня 1933 года, станция Челкар, Актюбинская область, Казахская ССР — 27 октября 2004 года, Москва) — советский военачальник, генерал армии (16.02.1988). Член ЦК КПСС (1986—1990).

## Начало военной службы
Из семьи рабочего-железнодорожника. Русский. Окончил среднюю школу № 59 в 1949 году. С 1949 года работал учеником токаря и токарем тепловозного депо станции Челкар на Актюбинском участке железной дороги.
В 1952 году призван в Вооружённые Силы СССР. Окончил Ташкентское высшее танковое командное училище в 1955 году. С 1955 года командовал последовательно танковыми взводом, ротой (с 1958), заместитель командира (с 1960) и командир танкового батальона (с 1962 по 1964) в 224-м гвардейском танковом полку 37-й гвардейской танковой дивизии 6-й гвардейской танковой армии Киевском военном округе. Член КПСС с 1957 года.
В 1966 году окончил Военную академию бронетанковых войск с золотой медалью. С 1966 года был заместителем командира, а с 1967 года — командиром 155-го танкового полка 20-й танковой дивизии в Северной группе войск В 1968 году участвовал в операции по вводу войск на территорию Чехословакии. С 1970 по 1972 годы — заместитель командира 56-й мотострелковой дивизии.

## На старших должностях
В 1972 году окончил Военную академию Генерального штаба Вооружённых сил СССР имени К. Е. Ворошилова (в последующем ещё дважды оканчивал Высшие академические курсы при ней в 1979 и в 1985 годах). По окончании академии с 1972 года командовал 4-й гвардейской Кантемировской танковой дивизией в Московском военном округе. Генерал-майор танковых войск (10.04.1974). С апреля 1974 года — командир 32-го армейского корпуса в Одесском военном округе (управление корпусе — г. Симферополь). С июля 1975 года — командующий 20-й гвардейской армией в составе Группы советских войск в Германии, генерал-лейтенант (14.02.1977).

## На высших командных должностях

Могила В. М. Архипова на Новодевичьем кладбище Москвы.

С апреля 1979 года начальник штаба — заместитель командующего войсками Среднеазиатского военного округа, генерал-полковник (16.12.1982). С августа 1983 года — командующий войсками Закавказского военного округа. С июля 1985 года — командующий войсками Московского военного округа. С 4 мая 1988 года — заместитель Министра обороны СССР — начальник Тыла Вооружённых Сил СССР. Наиболее значительными действиями на этом посту стали организация действий частей тыла при ликвидации последствий Спитакского землетрясения в декабре 1988 года и организация вывода на территорию СССР войск с территории сопредельных государств.
Указом Президента СССР от 7 декабря 1991 года освобождён от занимаемой должности, и в том же месяце уволен в отставку. Жил в Москве. Был председателем Совета ветеранов Тыла Вооруженных Сил России (1999—2004). Скончался 27 октября 2004 года. Похоронен в Москве на Новодевичьем кладбище.
Член ЦК КПСС в 1986—1990 годах. Депутат Совета Национальностей Верховного Совета СССР 11 созыва (1984—1989) от Абхазской ССР.

## Награды
- Орден Октябрьской Революции
- Орден Красного Знамени
- Орден Красной Звезды
- Орден «За службу Родине в Вооружённых Силах СССР» 3-й степени
- Юбилейная медаль «За воинскую доблесть. В ознаменование 100-летия со дня рождения В. И. Ленина»
- медаль «За отличие в охране государственной границы СССР»
- Медаль «За отвагу на пожаре»
- юбилейная медаль «Двадцать лет Победы в Великой Отечественной войне 1941—1945 гг.»;
- Медаль «Ветеран Вооруженных Сил СССР»
- медаль «За укрепление боевого содружества»
- Юбилейная медаль «40 лет Вооружённых Сил СССР»
- Юбилейная медаль «50 лет Вооружённых Сил СССР»
- Юбилейная медаль «60 лет Вооружённых Сил СССР»
- Юбилейная медаль «70 лет Вооружённых Сил СССР»
- Медаль «За безупречную службу» 1-й, 2-й, 3-й степеней
- Медаль «В память 850-летия Москвы» (Российская Федерация)

иностранные награды
- Боевой орден «За заслуги перед народом и Отечеством» в золоте[3] (Германская Демократическая Республика)
- Орден «За храбрость» (Афганистан, 17.01.1991[4])
- Медаль «Братство по оружию» в золоте (ГДР, 12.04.1985)
- Медаль «40 лет освобождения Чехословакии Советской Армией» (ЧССР, 11.03.1985)
- Медаль «За укрепление дружбы по оружию» в золоте (ЧССР, 6.04.1989)
- Медаль «40 лет Социалистической Болгарии» (НРБ, 15.01.1985)
- Медаль «За укрепление братства по оружию» (НРБ, 28.04.1990)
- Медаль «Братство по оружию» (ПНР, 12.10.1988)
- Медаль «30-я годовщина Революционных Вооружённых сил Кубы» (Куба, 24.11.1986)
- Медаль «60 лет Вооружённым силам МНР» (МНР, 29.12.1981)

## Отзывы
Начальник тыла — заместитель министра обороны по тылу генерал армии Владимир Михайлович Архипов. Скажу откровенно, мы не верили, что после многоопытного С. Куркоткина Архипов сможет решать задачи так же твердо и оперативно, как и его предшественники. Ничего подобного. Имея богатый опыт командования, в том числе и военным округом, обладая высокими знаниями и природным даром, В. Архипов управлял тылом значительно лучше их, хотя общая обстановка в стране и в Вооруженных Силах была значительно тяжелее.— Варенников В. И. Неповторимое. — М.: Сов. писатель, 2001-2007. — Кн. 6: Главнокомандующий; Трагедия Отечества. — 637 с. ISBN 5-265-03492-7.